# Sternum (arthropode)
Pour les articles homonymes, voir Sternum (homonymie).

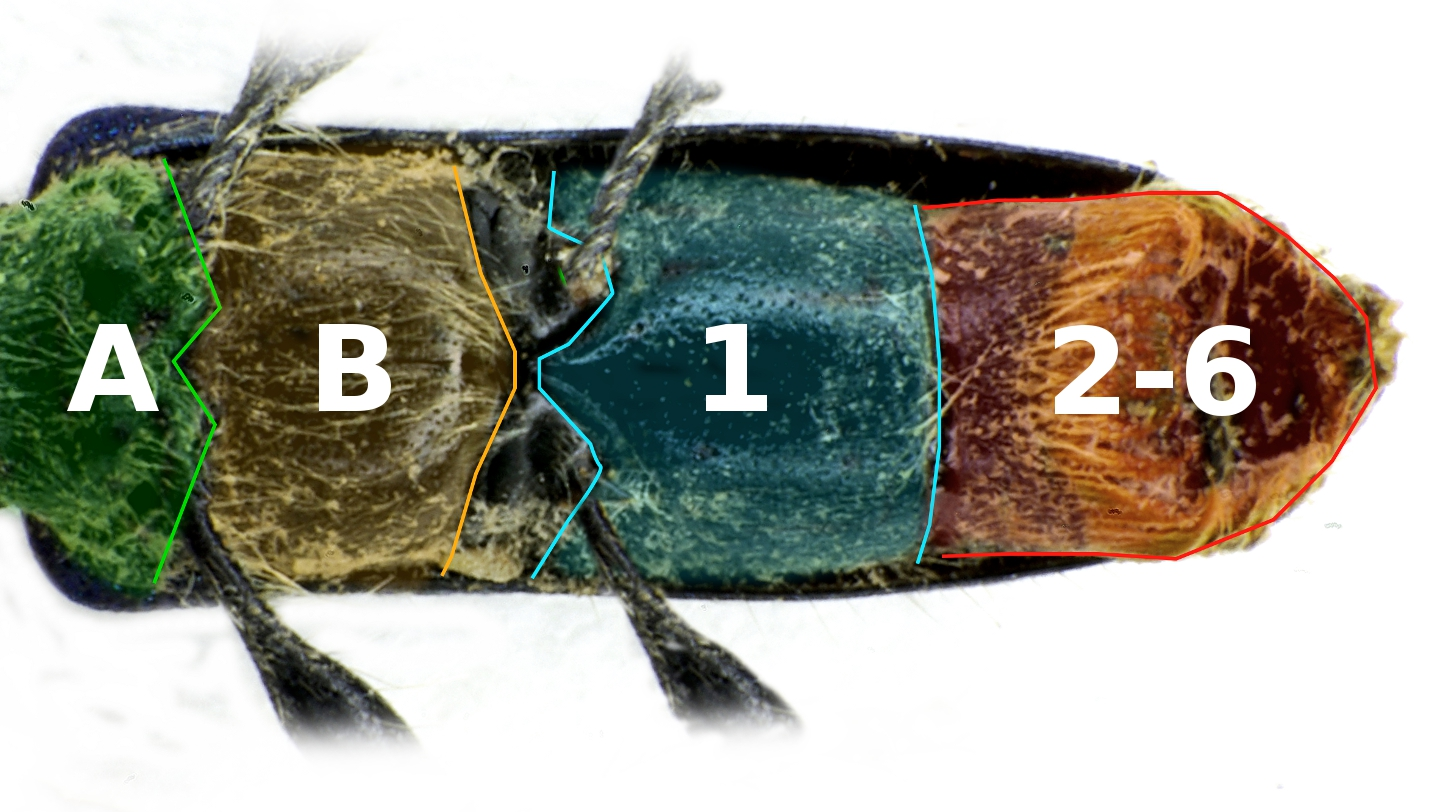
Sterne thoracique et abdominale d'un coléoptère. A Mesosternum, B Metasternum, 1 premier sternite abdominal, 2-6 reste de sternites

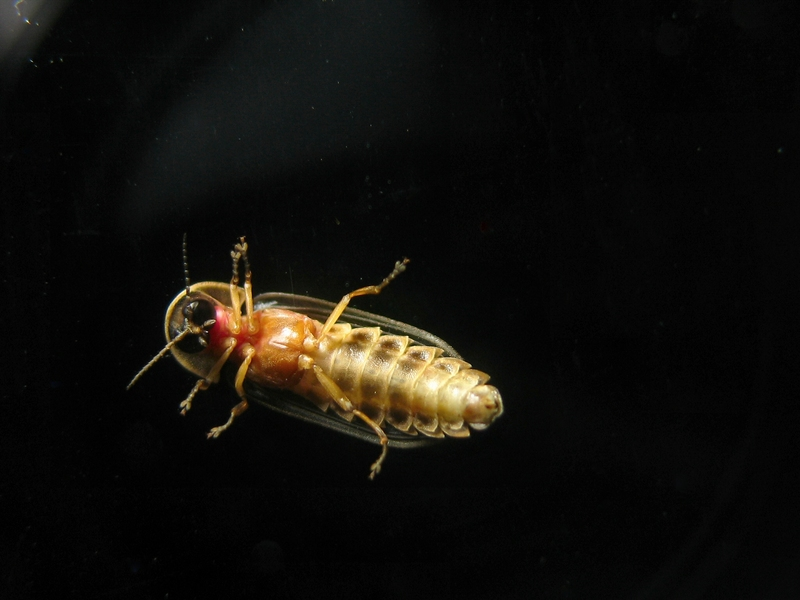
Le sternum est la plaque orange de cette Lampyridae

Le sternum ou plaque sternale est la portion ventrale d'un segment d'un arthropode, thorax ou abdomen.
Plus spécifiquement, chez les insectes, le sternum est le nom du sclérite ventral du thorax.  Certains termes lui sont spécifiques : « antésternum » désigne la partie antérieure du sternum ; « métasternum », la partie médiane ; « poststernum », la partie postérieure. Quant au « prosternum », il désigne le premier segment du sternum.
Les sternes sont généralement simples, de gros sclérites et externes. Cependant, ils peuvent parfois être divisés en deux ou plus, auquel cas les sous-unités sont appelées sternites, et peuvent également être modifiés sur les segments abdominaux terminaux pour faire partie des organes génitaux fonctionnels, auquel cas ils sont fréquemment réduit en taille et en développement, et peut devenir intériorisé et/ou membraneux. 
Les kinorhynchs ont également des plaques tergales et sternales, bien qu'apparemment non homologues à celles des arthropodes.
Le terme est également utilisé dans d'autres groupes d'arthropodes tels que les crustacés, les arachnides et les myriapodes. Les sternites sur le pléon (abdomen) d'un crustacé peuvent être appelées pléonsternites. Ce sont les sites d'attache des pléopodes (pattes nageuses). Chez les araignées, le sternum est la partie ventrale du céphalothorax.